# Tacca bibracteata
Tacca bibracteata är en enhjärtbladig växtart som beskrevs av Drenth. Tacca bibracteata ingår i Taccasläktet, och familjen Dioscoreaceae. Inga underarter finns listade i Catalogue of Life.